# 南北少林
《南北少林》是1986年上映的香港動作電影，由劉家良執導，李連杰、胡堅強、黃秋燕主演，是少林寺系列電影的第三集，著名動作演員李連杰也因為此系列電影而成名。本片入圍第6屆香港電影金像獎武術動作指導提名。

## 演員表

### 主演演員
| 演員   | 角色     | 備註 |
| 李連杰 | 智明     |      |
| 胡堅強 | 趙威     |      |
| 黃秋燕 | 司馬燕   |      |
| 海     | 釋忍大師 |      |
| 孫建魁 |          |      |
| 劉懷良 |          |      |
| 計春華 |          |      |
| 于承惠 | 赫索     |      |

### 合演演員
| 演員   | 角色     | 備註 |
| 閻滌華 | 無漏大師 |      |
| 張建民 |          |      |
| 曹增銀 |          |      |
| 王光權 |          |      |
| 胡美傑 |          |      |
| 蔣燕麟 |          |      |
| 王春元 |          |      |
| 王書丹 |          |      |
| 馬忱   |          |      |
| 高標   |          |      |
| 袁園   |          |      |
| 袁俊   |          |      |

## 電影歌曲

### 主題曲
| 歌名     | 演唱者 | 作曲 | 填詞 | 編曲 |
| 〈少林〉 | 呂方   | 黃霑 | 黃霑 | 羅迪 |

### 插曲
| 歌名         | 演唱者 | 作曲 | 填詞 | 編曲 |
| 〈小河之歌〉 | 呂方   | 黃霑 | 黃霑 | 羅迪 |

## 獎項
| 年份 | 頒獎典禮            | 獎項         | 名單   | 結果 |
| ---- | ------------------- | ------------ | ------ | ---- |
| 1987 | 第6屆香港電影金像獎 | 武術動作指導 | 劉家班 | 提名 |

## 外部連結
- 香港影庫上《南北少林》的資料（繁體中文）
- 開眼電影網上《南北少林》的資料（繁體中文）
- 时光网上《南北少林》的資料（简体中文）
- 豆瓣电影上《南北少林》的資料 （简体中文）
- 爛番茄上《南北少林》的資料（英文）
- AllMovie上《南北少林》的资料（英文）
- 互联网电影数据库（IMDb）上《南北少林》的资料（英文）